# Swatmarama
Swami Yogi Swatmarama was een 15e- en 16e-eeuwse yogawijsgeer uit India. Van hem is bekend dat hij de Hatha yoga pradipika heeft geschreven, waarmee hij het systeem van hatha yoga introduceerde. 
Hatha yoga richt zich op de zuivering van het lichaam als een weg die leidt naar zuivering van de geest.